# Palizada (gemeente)
Palizada is een gemeente in de Mexicaanse deelstaat Campeche. De hoofdplaats van Palizada is Palizada. Palizada heeft een oppervlakte van 7072 km² en 8.290 inwoners (census 2005).
Calakmul · Calkiní · Campeche · Candelaria · Carmen · Champotón · Dzitbalché · Escárcega · Hecelchakán · Hopelchén · Palizada · Seybaplaya · Tenabo